# Ein Herz, das seinen Jesum lebend weiß
Ein Herz, das seinen Jesum lebend weiß (BWV 134) is een religieuze cantate van Johann Sebastian Bach.

## Programma
Deze cantate bedoeld voor de Derde Paasdag, 11 april 1724 te Leipzig is een herschreven en aangepaste versie van de Nieuwjaarscantate (Die Zeit, die Tag und Jahre macht, BWV 134a) die voor het eerst weerklonk op nieuwjaarsdag 1719 te Anhalt-Köthen voor het hof van Prins Leopold. In 1731 herschreef de rijpere Bach deze cantate nogmaals en voorzag ze van donkere dissonante akkoorden.
Deze cantate behoort tot de zogenoemde Paaskring van het kerkelijk jaar. 
Deze cantate is onder te brengen in de eerste cantatejaargang
Bijbellezingen voor de Derde Paasdag:

- Handelingen 13, 26-33: "Want die in Jeruzalem wonen en hun oversten hebben hem ontkend en toen ze niets vonden dat de doodstraf vroeg, hebben zij Pilatus gevraagd hem weg te nemen, maar God heeft hem uit de doden opgewekt, zoals ook in de psalm geschreven is, in de tweede: mijn zoon ben jij, ikzelf heb heden jou gegenereerd
- Lucas 24, 36-47: "Dan opent hij hun verstand om de Schriften te verstaan"

## Tekst
De oorspronkelijke wereldlijke tekst van de vorige cantate BWV 134a is van de hand van Christian Friedrich Hunold (ook Meantes genoemd, 1680-1721). De kerkelijke parodietekst is vermoedelijk van J.S. Bach zelf. De partituur werd pas veel later herschreven.
Inhoud
1. Recitatief (tenor en alt) "Ein Herz, das seinen Jesum lebend weiß"
2. Aria (tenor) "Auf, Gläubige, singet die lieblichen Lieder"
3. Recitatief (dialoog tenor en alt) "Wohl dir, Gott hat an dich gedacht"
4. Aria (duet alt en tenor) "Wir danken und preisen dein brünstiges Lieben"
5. Recitatief (tenor en alt) "Doch wirke selbst den Dank in unserm Munde"
6. Koor "Erschallet, ihr Himmel"

## Muzikale bezetting
Hobo 1 en 2/viool 1 en 2; altviool en basso continuo (inclusief violone en orgel)